# Imágó Budapest
Az IMÁGÓ Budapest az 1990 és 2010 között folyamatosan megjelent Thalassa folytatásaként, az Imágó Egyesület kiadásában megjelenő lektorált pszichoanalitikus folyóirat. Szellemében, koncepciójában, szerkesztési elveiben a Thalassa hagyományait folytatja: több szakterület művelői számára nyitott, interdiszciplináris lap, amelyben a pszichoanalízisnek és társtudományainak újabb eredményeiről éppúgy beszámol, mint történeti múltjának kutatásáról. A lap címe Otto Rank és Hanns Sachs egykori híres folyóiratára, az Imagóra, valamint ma is létező laptársra, az American Imagóra utal. A lap céljai szerényebb formában e neves, nagy hagyományú folyóiratok céljaival rokoníthatók. 
Az IMÁGÓ Budapest nevében a „Budapest” megjelölés a pszichoanalízis „budapesti iskolájának” hagyományaira, Ferenczi Sándor, Róheim Géza, Hermann Imre, Hollós István, Bálint Mihály, Bálint Alice és mások munkásságára kíván utalni, középpontba állítva a magyarországi és a nemzetközi pszichoanalízis történetét, elméleti kérdéseit, a legszélesebb értelemben vett humán tudományokhoz, a kultúrához, az irodalomhoz és a művészetekhez való viszonyának problémáit. Ugyanakkor arra törekszik, hogy lépést tartson a modern társadalomtudományok és a pszichoanalízis legújabb fejleményeivel is. Az Imágó Budapest nem kötelezi el magát egyetlen lélekelemzési irányzat mellett sem, de hangsúlyozott figyelemben kívánja részesíteni a pszichoanalízis filozófiai és társadalomtudományi alapjait és alkalmazási lehetőségeit bemutató, illetve elemző írásokat. A lap a Pécsi Tudományegyetem Pszichológiai Doktori Iskolája elméleti pszichoanalízis programjának és a Szegedi Tudományegyetem Pszichológiai Intézetének közreműködésével készül.